# Industria

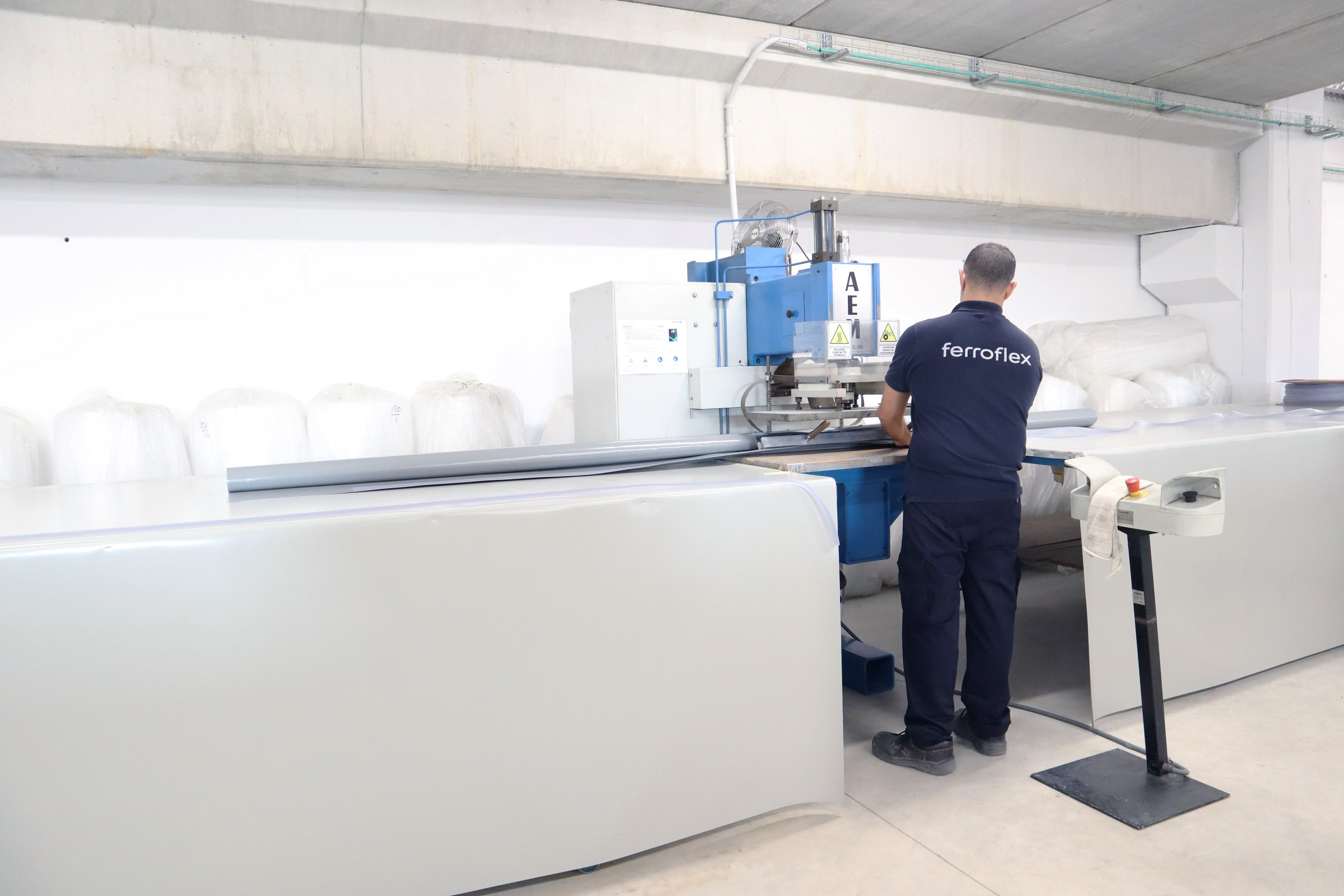
Un operario industrial trabaja en una fábrica

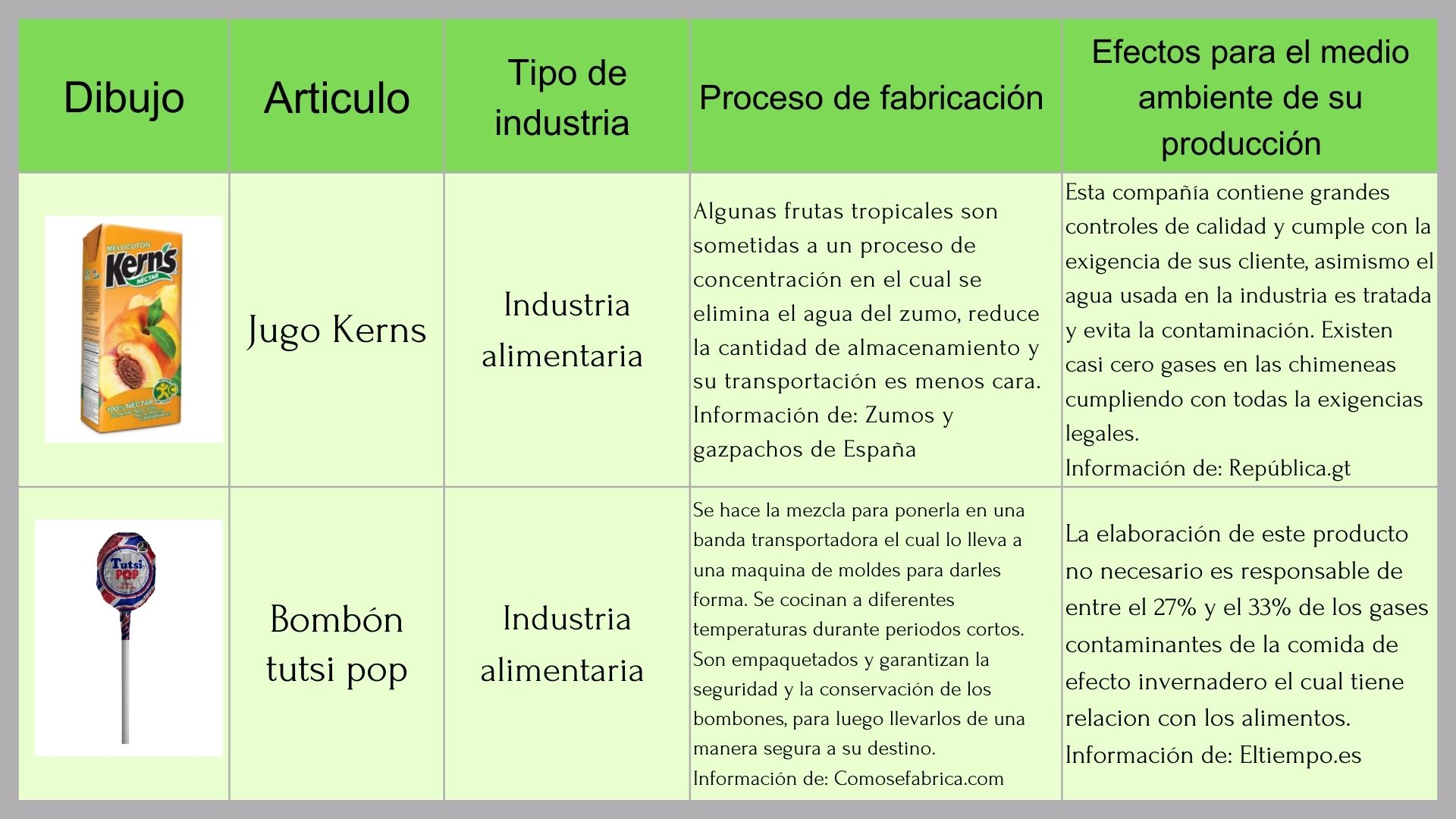
Es un trabajo que muestra ejemplos de como se aplica la industria

La industria es una actividad cuyo propósito es transformar las materias primas en 
productos elaborados, semielaborados o super elaborados, utilizando una fuente de energía. Para su desarrollo la industria necesita materiales, maquinaria y recursos humanos organizados habitualmente en empresas por su especialización laboral. Existen diferentes clases de industrias en virtud del propósito ético fundacional de su actividad (ecológicas: fundamentos ecologistas) y tipos que la demarcan en ámbitos sectoriales según sean los productos que fabrican. Por ejemplo, la industria alimentaria se dedica a la elaboración de productos destinados a la alimentación, como el queso, los embutidos y las conservas, entre otros.
La Ingeniería de manufactura, o el proceso de fabricación, son los pasos a través de los cuales las materias primas se transforman en un producto final. El proceso de fabricación comienza con el diseño del producto, y la especificación de los materiales con los que se fabrica el producto. A continuación, estos materiales se modifican mediante procesos de fabricación para convertirse en la pieza requerida.
La fabricación moderna incluye todos los procesos intermedios necesarios en la producción e integración de los componentes de un producto. Algunas industrias, como la de semiconductores y la del acero, utilizan el término fabricación en su lugar.
El sector de la fabricación está estrechamente relacionado con la ingeniería y el diseño industrial. Algunos ejemplos de grandes fabricantes en Norteamérica son General Motors Corporation, General Electric, Procter & Gamble, AbbVie, Unilever, General Dynamics, Boeing, Pfizer, Precision Castparts y Fiat Chrysler Automobiles. En Europa, por ejemplo, Volkswagen Group,  Siemens, BASF y Michelin. Los ejemplos en Asia incluyen Toyota,  Yamaha, Panasonic, LG, Samsung, Godrej & Boyce y Tata Motors.

## Historia
Desde el origen del ser humano, este ha tenido la necesidad de transformar los elementos de la naturaleza para poder aprovecharse de ellos, en sentido estricto ya existía la industria, pero a finales del siglo XVIII, y durante el siglo XIX, el proceso de transformación de los recursos de la naturaleza sufre un cambio radical, que se conoce como revolución industrial.
Este cambio se basa en la disminución del tiempo de trabajo necesario para transformar un recurso en un producto útil, gracias a la utilización de un modo de producción capitalista, que pretende la consecución de un beneficio económico aumentando los ingresos y disminuyendo los gastos. Con la revolución industrial el capitalismo adquiere una nueva dimensión, y la transformación de la naturaleza alcanza límites insospechados hasta entonces.
La industria fue el sector motor de la economía desde el siglo XIX y, hasta la Segunda Guerra Mundial, la industria era el sector económico que más aportaba al producto interior bruto (PIB), y el que más mano de obra ocupaba. Desde entonces, y con el aumento de la productividad por la mejora de las máquinas y el desarrollo de los servicios, ha pasado a un segundo término. Sin embargo, continúa siendo esencial, puesto que no puede haber servicios sin desarrollo industrial.
El capital de inversión en Europa procede de la acumulación de riqueza en la agricultura. El capital agrícola se invertirá en la industria y en los medios de transporte necesarios para poner en el mercado los productos elaborados.
En principio los productos industriales aumentan la productividad de la tierra, con lo que se disminuye fuerza de trabajo para la industria y se obtienen productos agrícolas excedentarios para alimentar a una población creciente. La agricultura, pues, proporciona a la industria capitales, fuerza de trabajo y mercancías. Todo ello es una condición necesaria para el desarrollo de la revolución industrial. 
Gracias a la revolución industrial las regiones se pueden especializar, sobre todo debido a la creación de medios de transporte eficaces, en un mercado nacional y otro mercado internacional, lo más libre posible de trabas arancelarias y burocráticas. 
Una nueva estructura económica, y la destrucción de la sociedad tradicional, garantizaron la disponibilidad de suficiente fuerza de trabajo asalariada y voluntaria.
En los países del Tercer Mundo, y en algunos países de industrialización tardía, el capital lo proporciona la inversión extranjera, que monta las infraestructuras necesarias para extraer la riqueza y las plusvalías que genera la fuerza de trabajo; sin liberar de las tareas agrícolas a la mano de obra necesaria, sino solo a la imprescindible. En un principio hubo de recurrirse a la esclavitud para garantizar la mano de obra. Pero el cambio de la estructura económica, y la destrucción de la sociedad tradicional, garantizó la disponibilidad de suficientes capitales.
La fabricación en la Unión Soviética se basó en el colectivismo.

### Sistemas de fabricación: métodos de fabricación
- Fabricación ágil
- Fabricación con metales
- Fabricación flexible
- Método justo a tiempo
- Lean manufacturing
- Ingeniería de manufactura
- Personalización en masa
- Producción en cadena
- Control numérico
- Prefabricación
- Impresión 3D
- Sistema de fabricación reconfigurable
- Sistema de posicionamiento de alto rendimiento

## Importancia de la industria
La industria fue el sector motor de la economía desde el XIX y, hasta la Segunda Guerra Mundial, la industria era el sector económico que más aportaba al producto interior bruto (PIB), y el que más mano de obra ocupaba. Desde entonces, y con el aumento de la productividad por la mejora de las máquinas y el desarrollo de los servicios, ha pasado a un segundo término. Aun así, continúa siendo esencial, puesto que no  puede haber servicios sin desarrollo industrial.
El capital de inversión, en Europa, procede de la acumulación de riqueza en la agricultura. El capital agrícola se invertirá en la industria y en los medios de transporte necesarios para poner en el mercado de los productos elaborados.
En principio los productos industriales harán a aumentar la productividad de la tierra, con el que se podrá liberar fuerza de trabajo para la industria y se podrán obtener productos agrícolas excedentes para alimentar a una creciente población urbana, que no vive del campo. La agricultura, pues, proporciona a la industria capitales, bastante de trabajo y mercancías. Todo esto es una condición necesaria para el desarrollo de la revolución industrial.
En los países del "Tercer Mundo", y en algunos países de industrialización tardía, el capital lo proporciona la inversión extranjera, que monta las infraestructuras necesarias para extraer la riqueza y las plusvalías que genera la fuerza de trabajo; sin liberar de las tareas agrícolas a la mano de obra necesaria, sino sólo a la imprescindible. En un principio tuvo que recurrir a la esclavitud para garantizar la mano de obra. Pero el cambio de la estructura económica, y la destrucción de la sociedad tradicional, garantizó la disponibilidad de suficiente capitales.

## La manufactura
La manufactura es la forma más elemental de la industria; la palabra significa "hacer a mano" 
pero en economía significa transformar la materia prima en un producto de utilidad concreta. Casi todo lo que usamos es un fruto de este proceso, y casi todo lo que es manufactura se elabora en grandes fábricas. Los artesanos también fabrican mercancías, bien sea solos o en pequeños grupos.
Hay mercancías que necesitan fabricarse en varias etapas, por ejemplo los automóviles, que se construyen con piezas que se han hecho en otras, por lo general de otros países y del mismo.
O está constituida por empresas desde muy pequeñas (tortillerías, panaderías y molinos, entre otras) hasta grandes conglomerados (armadoras de automóviles, embotelladoras de refrescos, empacadoras de alimentos, laboratorios farmacéuticos y fábricas de juguetes).

## Tipos de industrias
La industria se puede clasificar según la cantidad de bienes que usan para transformar los productos y según el tipo de resultado final.
La industria pesada está pensada para permitir funcionar otras industrias, puesto que se encarga de producir los materiales de base. Así, la minería, la industria siderúrgica o la petroquímica ayudan que las materias primas (como el petróleo), sean accesibles para las fábricas (por ejemplo produciendo plástico).
La industria de bienes de equipo ayuda igualmente a otras industrias, pero haciendo máquinas y transportes para las mercancías. Dentro de este grupo se engloban las infraestructuras (como ferrocarril o el sector aeronáutico), las empresas de materiales de construcción o del automóvil, entre otros.
Finalmente la llamada industria ligera, que requiere menos inversión de materias primeras y energía, produce bienes destinados al mercado general. En esta clasificación se incluyen las industrias de alimentación, textil, informáticas, amuebles, etc. El tipo de producto final hace que se agrupen de una manera u otra.

### Por clases
Algunos de los principales sectores industriales son:
- Industria alimentaria tiene como función la transformación de materias primas de consumo humano a productos con una vida útil más prolongada fundamentada en la comprensión de fenómenos de la química de los alimentos, la biología y la física. Esto se realiza con diferentes finalidades, el más importando que estas materias primeras puedan conservar el mayor tiempo posible, sin que pierdan su valor nutritivo, reducción de costes cuando se trata de transporte; deshidratación es el ejemplo más común: leche, frutas. La manera como se transforman los alimentos influye decisivamente en las propiedades que van a presentar. Así, si se le somete a un tratamiento térmico, por ejemplo la cocción, es de esperar que la pérdida de agua sea la causante del hecho que cruje al morder. Este es el caso de las galletas. Así mismo un cambio en las propiedades del alimento también puede introducir efectos no deseados. Siguiendo con el ejemplo, si esta galleta se deja el tiempo suficiente al aire libre tenderá a absorber la humedad perdida en el tratamiento térmico sufrido, con el que acontecerá blanda. Por otro lado, el proceso experimentado durante la obtención del alimento, si se realiza en condiciones inadecuadas, podría conducir a una pérdida de determinados componentes: compuestos volátiles, vitaminas, incluso proteínas. Sus objetivos son:

1. Controlar las operaciones de los procesos industriales de fabricación, transformación o acondicionamiento de materias primeras
2. Diseñar y controlar sistemas de procesamiento con los menores impactos negativos sobre el medio ambiente
3. Utilizar las ciencias de los alimentos para desarrollar, mejorar u ofrecer nuevos productos
4. Diseñar sistemas de calidad que contribuyan a asegurar el valor nutritivo, la inocuidad de los alimentos
5. Proyectar, planificar, calcular y controlar las instalaciones, maquinarias e instrumentos de establecimientos industriales
6. Asegurar al consumidor la inocuidad de cada uno de los productos alimentarios

Ésta industria integra también la Industria agrícola, es decir avícola, apícola, vinícola, aceitera y láctica.
- Industria del entretenimiento o industria cultural es el conjunto de empresas y instituciones en que la principal actividad económica es la producción de cultura o de ocio de forma masiva y en serie basada en la repetición constante de unos esquemas básicos que muestran una serie de situaciones y modelos irreales e inaccesibles a la gran mayoría de los casos, con una finalidad lucrativa. Se pueden considerar medios de producción cultural: la televisión, la radio, los diarios y revistas, el cine, la música, las editoriales, el teatro, la danza, los videojuegos, los parques temáticos, etc. Todos estos son elaborados buscando a la vez aumentar el consumo de sus objetos culturales, modificar los hábitos sociales, educar, informar y, finalmente, transformar la sociedad. De este modo, todo objete cultural es considerado un producto cultural con un valor ético y un valor estético, a partir de los cuales el mercado orienta su oferta mediante las leyes de la oferta y de la demanda. De este modo, se aprecia el "esquematismo" de la industria cultural que antepone el valor mercantil de los productos a su calidad cultural. La expresión industria cultural fue empleada por primera vez por los teóricos del Escuela de Fráncfort: Theodor Adorno y Max Horkheimer en el libro Dialektik der Aufklärung (dialéctica de la ilustración) escrito en 1944, un momento en que la cultura ya no necesita justificarse socialmente. En esta obra, Adorno y Horkheimer profundizan sobre la reificación de la cultura por medio de procesos industriales. Asumen que el sistema de economía concentrada es un sistema mercantil en el que la industria cultural se muestra como un negocio que, a su vez, reafirma el mismo sistema, de forma que los recursos tecnológicos acaban para ser recursos de dominación sobre el receptor (tecnocrácia). Según este sistema, la mayoría de las necesidades estructurales de la sociedad moderna encuentran su satisfacción en la cultura de masas. Según Zallo la Industria Cultural es: "un conjunto de ramas, segmentos y actividades auxiliares industriales productoras y distribuidoras de mercancías con contenidos simbólicos, concebidas por un trabajo creativo, organizadas por un capital que se valora y destinadas finalmente a los mercados de consumo con una función de reproducción ideológica y social. Según Rey y otros, las industrias culturales son aquellas que alcanzan la creación y producción de bienes y servicios comercializables con contenidos intangibles de naturaleza cultural. Son bienes y servicios en los que se integran formas de vida, valores, ideas y que por efectos de su protección requieren una reglamentación de derechos de autor. Es el acceso a determinados recursos (principalmente económicos) el que permite influir en la cultura (Informe McBride). En definitiva, según algunos de estos autores la Industria cultural es vista como una represora de los instintos y la individualidad de las personas, así como una herramienta que permite y promueve la perpetuación del sistema capitalista.
- Industria farmacéutica es el sector dedicado al desarrollo, fabricación y preparación de productos químicos medicinales por la prevención o tratamiento de las enfermedades. Algunas empresas del sector fabrican productos químicos farmacéuticos a granel (producción primaria), y todas ellas se preparan para su uso médico mediante métodos conocidos colectivamente como producción secundaria. Entre los procesos de producción secundaria, altamente automatizados, se encuentran la fabricación de fármacos dosificados, como pastillas, cápsulas o sobres por administración oral, soluciones por inyección, óvulos y supositorios.[4] Los preparados tienen diferentes presentaciones y pueden chuparse (como los caramelos) tomarse oralmente (como los jarabes) o administrarse en forma de inhalaciones con aerosoles dosificados, de gotas para la nariz, orejas o ojos, o de cremas, pomadas y lociones aplicadas en la piel. Algunas empresas también fabrican anestésicos y medios de contraste utilizados para visualizar estructuras corporales mediante rayos X o resonancia magnética nuclear (RMN).
- Industria textil es el nombre que se da al sector del economía dedicado a la producción de ropa, hilo, fibra y productos relacionados. Aunque desde el punto de vista técnico es un sector diferente, en las estadísticas económicas se suele incluir la industria del calzado como parte de la industria textil. Los textiles son productos de consumo masivo que se venden en grandes cantidades. La industria textil genera gran cantidad de puestos de trabajo directos e indirectas, tiene un peso importante en la economía mundial. Es uno de los sectores industriales que más controversias genera, especialmente en la definición de tratados comerciales internacionales. A causa principalmente a su efecto sobre las tasas de ocupación.
- Industria aeronáutica, industria aereocomercial o negocio aeronáutico, está formada por todas aquellas actividades vinculadas al transporte aéreo civil que incluyen: Operadores o aerolíneas, Agencias de viajes, Aeropuertos, Infraestructura y Constructores de aeronaves. Otras industrias relacionadas son la industria del petróleo, de los seguros, del turismo y de la seguridad. La industria aereocomercial es de grandes volúmenes de venta y de bajos márgenes de utilidades. Tiene altos costes fijos y una demanda muy variable, sensible a los ciclos de la economía y a factores externos. Es un mercado muy competitivo, cosa que incentiva guerras de precios y competencias por itinerarios, quebrando quienes no tienen una estrategia de negocio inteligente basada en la flexibilidad y la eficiencia. De hecho, la industria ha acumulado millonarias pérdidas en los últimos años producto de la competencia, pero también de los recientes atentados terroristas y la alza en el valor del petróleo. Depende de una exigente logística y servicio, de forma que el apoyo en la tecnología es clave para ofrecer servicio al cliente y eficiencia interna. La mayoría de las líneas áreas transportan carga y pasajeros.
- Industria metalúrgica su objetivo es la obtención y tratamiento de los metales desde minerales metálicos, hasta los no metálicos. También estudia la producción de aleaciones, el control de calidad de los procesos vinculados así como su control contra la corrosión.
- Industria química se ocupa de la extracción y procesamiento de las materias primas, tanto naturales como sintéticas, y de su transformación en otras sustancias con características diferentes de las que tenían originalmente, para satisfacer las necesidades de las personas mejorando su calidad de vida. Su objetivo principal es elaborar un producto de buena calidad con el coste más bajo posible, y tratando de ocasionar el menor daño posible al medio.
- Industria del sexo es el término dado a la industria comercial de las empresas que dan trabajo a trabajadores sexuales en varias capacidades, generalmente relacionadas con el que se describe como entretenimiento para adultos que incluye erotismo, puesto que comprende una serie de formas de entretenimiento relacionados con el sexo, no se considera adecuado para los niños. La industria del sexo representa una parte importante de la economía mundial y ha sido acreditado con los adelantos tecnológicos a la multimedia, tales como vídeos caseros, DVD, pay-por-view, video streaming y vídeos bajo demanda. Ejemplos de los tipos modernos de las empresas que operan a la industria del sexo son Hustler (una revista mensual para hombres); SexTV: The Channel (un canal de televisión digital por cable); randimg.com (un popular web), Artemis (un mega-burdel en Alemania), y Ann Summers (un éxito de la cadena británica de Sex shops).

### Por consumidores
Las industrias se pueden clasificar de diferentes maneras, en referencia a diferentes parámetros. En este caso, hemos clasificado los tipos de industrias según los consumidores del producto que fabrican. Si seguimos este tipo de clasificación, obtenemos las siguientes industrias:

#### Industrias de base
Las industrias de base, cogen las materias primas, y las manipulan hasta transformarlas en productos semielaborados. Después esta industria, venderá sus productos a industrias que transformen estos productos semielaborados, en productos finales. En este grupo destacan industrias de metal y de química pesando. Ejemplo: refinerías (química pesando). Éstas industrias también integra la industria extractiva, como la minería, pesquera, azucarera y carbonífera.

#### Industrias de bienes de equipamiento
Las industrias de bienes de equipamiento trabajan con estos productos semielaborados, transformándolos en productos finales, que normalmente van destinados todavía a otra industria, porque son bienes que complementan a otros bienes, a pesar de que también pueden ir destinados directamente al consumidor, si se trata de un cliente que quiere una pieza específica de un vehículo por ejemplo, pero no quiere el vehículo entero. Aquí podemos encontrar las industrias de metal que fabrican máquinas y material de transporte.

#### Industrias de bienes de consumo
Utilizan diferentes tipos de productos semielaborados y otros recursos que normalmente no son de grandes dimensiones, para producir bienes que van directamente al consumo de la población o al comercio otros países con el transporte. Es el tipo de industria que conocemos más bien, porque es de las que hay más, como por ejemplo, industrias de alimentación, de perfumería... Estas industrias, normalmente se sitúan cerca de los cascos urbanos o dónde hay más población, porque es donde hay los mercados y sus consumidores.
Diferentes industrias:
- Industria manufacturera
- Industria pesada: utiliza fábricas grandes en las que se trabaja con grandes cantidades de materia prima y de energía.
- Industria fabril: 
  - Automovilística: se encarga del diseño, desarrollo, fabricación, ensamblaje, comercialización, reparación y venta de automóviles.
  - fundición
  - Siderúrgicas:
- Cementeras: fabrican cemento y hormigón a partir de las rocas industriales.
  - talleres de maquinaria
- Industria ligera: transforma materias primas, en bruto o semielaboradas, en productos que se destinan directamente al consumo de las personas y de las empresas de servicios.
- Peletera: se encarga de transformar pieles (incluyendo el cuero) en calzado, ropa, entre otros productos.
- Industria Cultural: un conjunto de sectores encargados de la creación, producción, exhibición, distribución y/o difusión de servicios y bienes culturales
- Industria de las Comunicaciones: Comprende las compañías que abarcan los medios tradiciones; tales como la radio, la prensa y la televisión , las comunicaciones digitales o redes de interacción y las comunicaciones corporativas, esta última se encarga básicamente al sector empresarial.
- Armamentística: comprende agencias comerciales y gubernamentales dedicadas a la investigación, desarrollo, producción, servicios e instalaciones militares y de defensa.
- Industria punta: es aquella que utiliza las tecnologías más avanzadas y recientes.
- Robótica: se dedica a la creación de robots.
- Informática: realizan labores de software.
- Astronáutica: realizan viajes o estudios lunares o espaciales.
- Mecánica: producen repuestos para máquinas.
- Energética: produce la energía.

## Política industrial

### Economía de la fabricación
Las tecnologías emergentes han proporcionado un nuevo crecimiento de las oportunidades de empleo en la fabricación avanzada en el cinturón de la fabricación de los Estados Unidos. La industria manufacturera proporciona un importante apoyo material para la infraestructura nacional y para la defensa nacional.
Por otro lado, la mayor parte de la fabricación puede implicar importantes costes sociales y medioambientales. Los costes de limpieza de residuos peligrosos, por ejemplo, pueden superar los beneficios de un producto que los genera. Los materiales peligrosos pueden exponer a los trabajadores a riesgos para la salud. Estos costes son ya bien conocidos y se está tratando de abordarlos mejorando la eficiencia, reduciendo los residuos, utilizando la «simbiosis industrial» y eliminando los productos químicos nocivos.
Los costes negativos de la fabricación también pueden abordarse legalmente. Los países desarrollados regulan la actividad manufacturera con  leyes laborales y  política medioambiental|leyes medioambientales. En todo el mundo, los fabricantes pueden estar sujetos a regulaciones e impuestos sobre la contaminación para compensar el  costes medioambientales de las actividades de fabricación. Los sindicatos y gremios artesanales han desempeñado un papel histórico en la negociación de los derechos y salarios de los trabajadores. Las leyes medioambientales y las protecciones laborales que están disponibles en las naciones desarrolladas pueden no estarlo en el tercer mundo. El  derecho de daños y la responsabilidad por productos imponen costes adicionales a la fabricación.  Estas son dinámicas significativas en el proceso en curso, que se ha producido en las últimas décadas, de deslocalización de las industrias manufactureras a las economías del "mundo en desarrollo", donde los costes de producción son significativamente más bajos que en las economías del "mundo desarrollado".

### Seguridad
La industria manufacturera presenta desafíos únicos en materia de salud y seguridad y ha sido reconocida por el Instituto Nacional para la Seguridad y Salud Ocupacional (NIOSH) como sector industrial prioritario en la Agenda Nacional de Investigación Ocupacional (NORA) para identificar y proporcionar estrategias de intervención en relación con los problemas de salud y seguridad en el trabajo.

## Patrimonio industrial

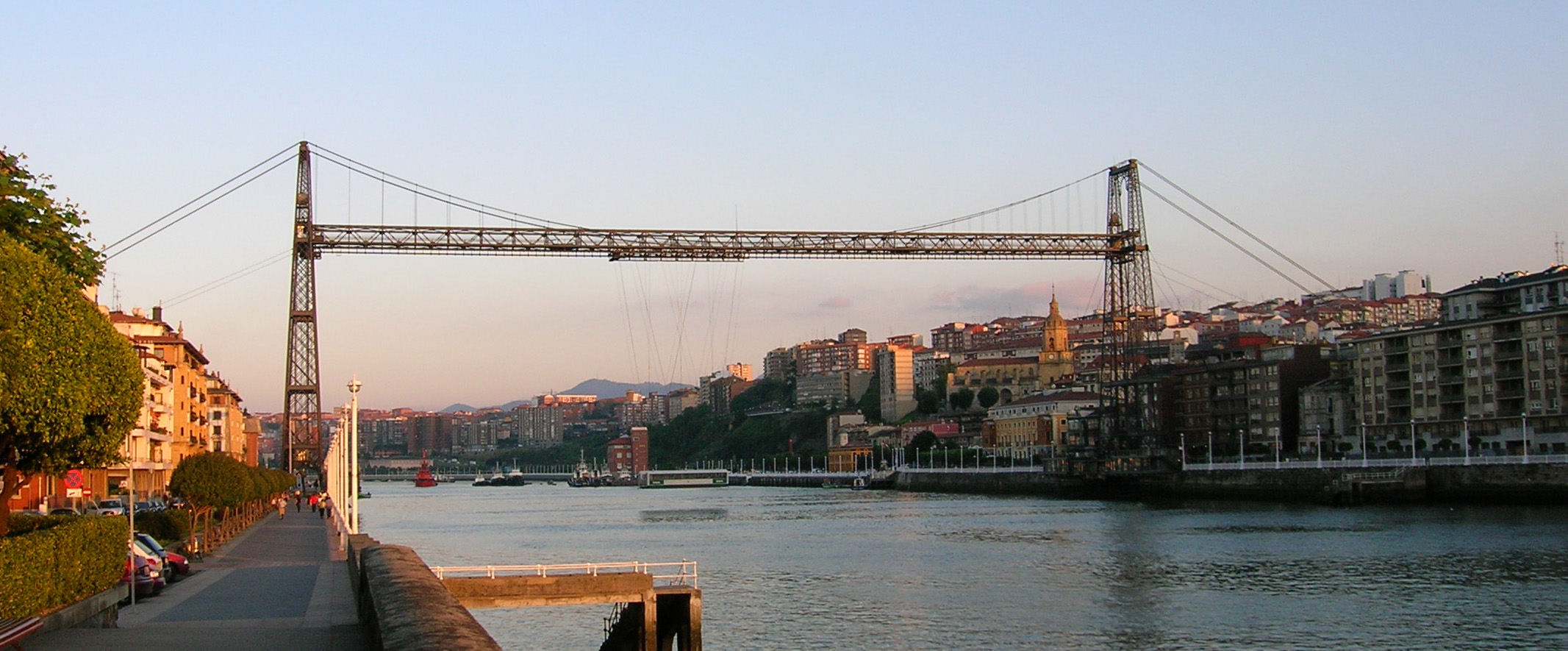
Puente de Vizcaya, Bilbao (España)

El patrimonio industrial, según el TICCIH (The International Committee For The Conservation Of The Industrial Heritage), se compone de los restos de la cultura industrial que poseen un valor histórico, tecnológico, social, arquitectónico o científico. Estos restos consisten en edificios y maquinaria, talleres, molinos y fábricas, minas y lugares para procesar y refinar, almacenes y depósitos, lugares donde se genera, se transmite y se usa energía, medios de transporte y toda su infraestructura, así como los lugares donde se desarrollan las actividades sociales relacionadas con la industria, tales como la vivienda, el culto religioso o la educación.
El patrimonio industrial, por lo tanto, alcanza no sólo los inmuebles (fábricas, talleres, molinos ...) estructuras arquitectónicas y maquinaria de producción (naves, chimeneas, locomotoras ...), sino también las vías de transporte y comunicación por donde llegaban las materias primeras y se comercializaban los productos (puentes, ferrocarriles, estaciones,...), las residencias, centros asociativos (ateneos,...) y asistenciales de los trabajadores (hospitales, sanatorios ...), los servicios públicos (mercados, escuelas,...) y, en última instancia, los mismos paisajes modificados por la actividad extractiva e industrial.

## Lista de países por producción manufacturera
Estos son los 50 primeros países por valor total de la producción manufacturera en dólares estadounidenses para su año anotado según el Banco Mundial:
| Clasificación | País/Región            | Millones de $US | Año  |
| ------------- | ---------------------- | --------------- | ---- |
|               | Mundo                  | 13.809.122      | 2019 |
| 1             | China                  | 3.896.345       | 2019 |
| 2             | Estados Unidos         | 2.317.176       | 2018 |
| 3             | Japón                  | 1.027.967       | 2018 |
| 4             | Alemania               | 747.731         | 2019 |
| 5             | Corea del Sur          | 416.903         | 2019 |
| 6             | India                  | 394.531         | 2019 |
| 7             | Italia                 | 298.442         | 2019 |
| 8             | Francia                | 266.634         | 2019 |
| 9             | Reino Unido            | 243.114         | 2019 |
| 10            | Rusia                  | 222.544         | 2019 |
| 11            | Indonesia              | 220.503         | 2019 |
| 12            | México                 | 217.852         | 2019 |
| 13            | Brasil                 | 173.668         | 2019 |
| 14            | España                 | 154.833         | 2019 |
| 15            | Canadá                 | 151.724         | 2016 |
| 16            | Turquía                | 143.017         | 2019 |
| 17            | Tailandia              | 137.544         | 2019 |
| 18            | Suiza                  | 131.718         | 2019 |
| 19            | Irlanda                | 119.868         | 2019 |
| 20            | Polonia                | 100.011         | 2019 |
| 21            | Países Bajos           | 99.648          | 2019 |
| 22            | Arabia Saudita         | 99.438          | 2019 |
| 23            | Australia              | 78.657          | 2019 |
| 24            | Malasia                | 78.279          | 2019 |
| 25            | Austria                | 74.710          | 2019 |
| 26            | Singapur               | 73.677          | 2019 |
| 27            | Filipinas              | 69.568          | 2019 |
| 28            | Suecia                 | 69.262          | 2019 |
| 29            | Bélgica                | 63.569          | 2019 |
| 30            | Venezuela              | 58.236          | 2014 |
| 31            | Argentina              | 57.726          | 2019 |
| 32            | Bangladés              | 57.284          | 2019 |
| 33            | República Checa        | 55.270          | 2019 |
| 34            | Irán                   | 53.417          | 2017 |
| 35            | Nigeria                | 51.634          | 2019 |
| 36            | Egipto                 | 48.241          | 2019 |
| 37            | Puerto Rico            | 47.834          | 2018 |
| 38            | Dinamarca              | 45.507          | 2019 |
| 39            | Israel                 | 44.314          | 2018 |
| 40            | Vietnam                | 43.172          | 2019 |
| 41            | Rumania                | 42.453          | 2019 |
| 42            | Sudáfrica              | 41.400          | 2019 |
| 43            | Argelia                | 41.278          | 2019 |
| 44            | Finlandia              | 38.670          | 2019 |
| 45            | Emiratos Árabes Unidos | 36.727          | 2019 |
| 46            | Colombia               | 35.439          | 2019 |
| 47            | Pakistán               | 34.658          | 2019 |
| 48            | Omán                   | 30.283          | 2018 |
| 49            | Hungría                | 29.349          | 2019 |
| 50            | Perú                   | 28.733          | 2018 |